# Ribonukleotid
Ribonukleotid je nukleotid složený z nukleové báze (A, C, G, T nebo U), monosacharidu ribózy a jedné či více fosfátových skupin. Jsou to základní stavební částice ribonukleové kyseliny (RNA)